# 肖劲光故居
肖劲光故居又名萧劲光故居，坐落在中国湖南省长沙市岳麓区天马山赵洲港，是开国十大将之一萧劲光的出生地，是一座典型的江南民居。

## 沿革
肖劲光故居始建于清朝末年。1903年1月4日，萧劲光出生在此，并且在故居度过了他的童年和青少年时期。
2011年，湖南省人民政府将其列入湖南省重点文物保护单位；同年，中共湖南省委宣传部将其列入湖南省爱国主义教育基地。

## 建筑
肖劲光故居坐西朝东，单层土木结构，青瓦双坡屋顶，长方形布局，面阔三间，进深二间，有：正堂屋、退屋、两侧厢房和杂屋，共14间，建筑占地面积350平方米。